# Verwaltungsgemeinschaft Wasungen-Amt Sand
De Verwaltungsgemeinschaft Wasungen-Amt Sand  in het Thüringische landkreis Schmalkalden-Meiningen is een gemeentelijk samenwerkingsverband waarbij elf gemeenten zijn aangesloten. Het bestuurscentrum bevindt zich in de stad Wasungen.

## Geschiedenis
Het samenwerkingsverband werd op 30 juni 1995 gevormd door de samenvoeging van de Verwaltungsgemeinschaften Amt Sand, Walldorf en Wasungen.
Op 1 januari 2012 trad de gemeente Schwallungen toe tot het verband.
Op 1 januari werden de gemeenten Hümpfershausen, Metzels, Oepfershausen, Unterkatz en Wahns opgenomen in de stad Wasungen en bleven binnen deze gemeente onderdeel van het samenwerkingsverband, Wallbach en Walldorf gingen op diezelfde dag op in de stad Meiningen en verlieten daarmee de Verwaltungsgemeinschaft.

## Deelnemende gemeenten
1. Friedelshausen
2. Mehmels
3. Schwallungen
4. Wasungen

Aschenhausen ·
Belrieth ·
Birx ·
Breitungen/Werra ·
Brotterode-Trusetal ·
Christes ·
Dillstädt ·
Einhausen ·
Ellingshausen ·
Erbenhausen ·
Fambach ·
Floh-Seligenthal ·
Frankenheim/Rhön ·
Friedelshausen ·
Grabfeld ·
Kaltensundheim ·
Kaltenwestheim ·
Kühndorf ·
Leutersdorf ·
Mehmels ·
Meiningen ·
Melpers ·
Neubrunn ·
Oberhof ·
Oberkatz ·
Obermaßfeld-Grimmenthal ·
Oberweid ·
Rhönblick ·
Rippershausen ·
Ritschenhausen ·
Rohr ·
Rosa ·
Roßdorf ·
Schmalkalden ·
Schwallungen ·
Schwarza ·
Steinbach-Hallenberg ·
Stepfershausen ·
Sülzfeld ·
Untermaßfeld ·
Unterweid ·
Utendorf ·
Vachdorf ·
Wasungen ·
Zella-Mehlis

Verwaltungsgemeinschaften: Dolmar-Salzbrücke · Hohe Rhön · Wasungen-Amt Sand